# Nebria kurentzovi
Nebria kurentzovi (лат.) — вид жуков-жужелиц из подсемейства плотинников. Распространён на Ливадийском хребте в южном Сихотэ-Алине (Приморский край). Длина тела самцов 11,5—12 мм, самок — 12—13,3 мм. Спинная сторона тела чистого чёрного цвета, блестящая, без цветных оттенков. У молодых жуков надкрылья тёмно-бурые или буровато-чёрные. Нижняя сторона тела, ротовой аппарат, усики и ноги тёмно-бурые, частично зачернённые.